# چاینا پسیفیک
چاینا پسیفیک (به چینی: 中國太平洋保險) شرکت بیمه چینی است، که در زمینه ارائه خدمات بیمه اموال، بیمه عمر، بیمه مسئولیت، بیمه اتومبیل و بیمه سلامت فعالیت می‌کند.
شرکت چاینا پسیفیک در سال ۱۹۹۱ تأسیس شد و در حال حاضر پس از شرکت بیمه خلق چین دومین ارائه‌کننده بیمه اموال و پس از شرکت بیمه عمر چین و پینگ ان، سومین کارگزار بیمه عمر، در چین می‌باشد.
دفتر مرکزی این شرکت در شهر شانگهای قرار دارد و بخشی از سهام آن در بازارهای بورس اوراق بهادار هنگ کنگ، بورس تایوان و بورس شانگهای معامله می‌شود.